# Šarlota Markéta de Montmorency
Šarlota Markéta de Montmorency (11. května 1594 – 2. prosince 1650) byla dědičkou jedné z předních francouzských vévodských rodin a sňatkem s Jindřichem II. Bourbon-Condé kněžnou z Condé. Málem se stala milenkou krále Jindřicha IV. Francouzského, ale manžel s ní po svatbě uprchl a vrátili se do Francie až po králově smrti.

## Život
Šarlota se narodila jako dcera Jindřicha de Montmorency a jeho druhé manželky Luisy de Budos. V pěti letech ztratila matku a tak byla svěřena do péče své tety Šarloty, vdově po Karlovi, vévodovi z Angoulême. V roce 1609 byla patnáctiletá Šarlota provdána za knížete z Condé.
Spolu s dalšími francouzskými šlechtici se její manžel ostře postavil vládě maršála d'Ancre, který upustil od politiky krále Jindřicha IV. V září 1616 byli Condé a Šarlota Markéta zatčeni a uvězněni ve Vincennes, kde zplodili a kde se jim o tři roky později, v roce 1619, narodila dcera Anna Geneviève.
V roce 1632 byl Šarlotin jediný bratr Jindřich popraven za odpor proti kardinálu Richelieu. Jeho titul přešel na ní. Šarlota Markéta de Montmorency zemřela v roce 1650 a byla pohřbena v karmelitánském klášteře Saint-Jacques v Paříži.

## Potomci
Šarlota Markéta měla s knížetem z Condé tři děti:
- Anne Geneviève (28. srpna 1619 – 5. dubna 1679), ⚭ 1642 Jindřich II. Orleánský, vévoda z Longueville (6. dubna 1595 – 11. května 1663)
- Ludvík Bourbon (8. září 1621 – 11. prosince 1686), kníže z Condé, ⚭ 1641 Claire-Clémence de Maillé-Brézé (25. února 1628 – 16. dubna 1694)
- Armand Bourbon-Conti (11. října 1629 – 26. února 1666), kníže z Conti, ⚭ 1654 Anna Marie Martinozzi (1637 – 4. února 1672)